# Moreno Morello
Moreno Morello (Padova, 7 luglio 1973) è un personaggio televisivo italiano, inviato di Striscia la notizia.

## Biografia
Moreno Morello realizza per Striscia la notizia dei servizi in cui si occupa di truffe, in particolare di eventi che coinvolgono falsificatori di denaro e sedicenti guaritori, che hanno luogo quasi esclusivamente in Veneto. In breve tempo è diventato uno degli inviati più noti e più frequenti di Striscia la notizia. Suoi tratti caratteristici sono l'abito bianco, il saluto "Amici di Striscia, salve!" all'inizio di ogni servizio, l'esprimersi con un linguaggio molto ricercato e il ritrovarsi spesso ad inseguire correndo i malfattori che tentano di sfuggirgli: da qui il "Raggiro World Championship" o "Giro dei Raggiri", ispirato anche dal suo passato sportivo di arbitro di calcio e atleta nei 400 metri. È stato anche conduttore di Striscia la domenica in compagnia di Luca Cassol (Capitan Ventosa) per 10 puntate. Ha anche interpretato, in maniera parodistica, il presidente statunitense Barack Obama.
In alcuni servizi viene affiancato dal co-protagonista Walter Basso, in arte il "signor Brusòn".

## Filmografia

### Cinema
- L'anniversario (2010)
- Meno male che Cristo c'è, regia di Francesco Francio Mazza (2018)

## Teatro
- TruffAttori contro tutti, regia di Moreno Morello (2014)[7][13][14][15]

## Programmi televisivi
- Striscia la notizia (Canale 5, dal 2004)
- Striscia la domenica (Canale 5, 2009-2010)
- Paperissima Sprint (Canale 5, 2016)[16]
- Non è l'Arena (LA7, 2017)

## Programmi radiofonici
- Per dirla tutta... (Radio Padova, 2006)[17]